# 志津川中央団地駅
志津川中央団地駅（しづがわちゅうおうだんちえき）は、宮城県本吉郡南三陸町志津川字新井田にある、東日本旅客鉄道（JR東日本）気仙沼線BRT（バス高速輸送システム）のバス停留所である。
気仙沼線BRTの運行開始後に新設された。

## 歴史
- 2018年（平成30年）7月1日：開業[報道 1][報道 2]。

## 駅構造
一般道走行区間の途中にバスベイ型の乗降場が設置されており、両方向の乗降場とも待合室が設置されている。

## 利用状況
JR東日本によると、2023年度（令和5年度）の1日平均乗車人員は16人である。
開業後の推移は以下のとおりである。
| 乗車人員推移       | 乗車人員推移     | 乗車人員推移   |
| 年度               | 1日平均 乗車人員 | 出典           |
| ------------------ | ---------------- | -------------- |
| 2018年（平成30年） | 11               | [ 利用客数 2 ] |
| 2019年（令和元年） | 13               | [ 利用客数 3 ] |
| 2020年（令和02年） | 15               | [ 利用客数 4 ] |
| 2021年（令和03年） | 12               | [ 利用客数 5 ] |
| 2022年（令和04年） | 14               | [ 利用客数 6 ] |
| 2023年（令和05年） | 16               | [ 利用客数 1 ] |

## 駅周辺
当駅の周辺は東日本大震災後に志津川中央住宅（災害公営住宅）および志津川地区中央団地（防災集団移転促進事業）が整備され、これに伴って設けられた駅である。
宮城県南三陸高等学校（旧宮城県志津川高等学校）が2023年度（令和5年度）から生徒の全国募集を開始するのに伴い、当駅前に寮を整備することとなり、2023年（令和5年）2月16日に竣工した。
- アップルタウン南三陸
- 南三陸町立志津川小学校
- 南三陸警察署

## 隣の停留所
東日本旅客鉄道（JR東日本）
■気仙沼線BRT
□快速
経由せず
■普通
南三陸町役場・病院前駅 - 志津川中央団地駅 - 清水浜駅

### 記事本文

#### 報道発表資料
1. ↑  「気仙沼線BRT新駅設置・駅名変更及び専用道化工事の状況について (PDF)」（プレスリリース）、東日本旅客鉄道仙台支社、2018年2月22日。2018年2月23日時点のオリジナル (PDF)よりアーカイブ。2024年1月4日閲覧。
2. ↑  「気仙沼線BRTダイヤ改正について (PDF)」（プレスリリース）、東日本旅客鉄道盛岡支社、2018年6月8日。2018年6月12日時点のオリジナル (PDF)よりアーカイブ。2024年1月4日閲覧。

#### 新聞記事
1. ↑  「志津川高全国募集生徒受け入れ向け寮整備へ」『三陸新報』2022年8月31日。2022年9月1日時点のオリジナルよりアーカイブ。2022年9月22日閲覧。

### 利用状況
1. 1 2  「BRT駅別乗車人員（2023年度）| 企業サイト：JR東日本」東日本旅客鉄道。2025年6月23日閲覧。
2. ↑  「BRT駅別乗車人員（2018年度）：JR東日本」東日本旅客鉄道。2025年6月23日閲覧。
3. ↑  「BRT駅別乗車人員（2019年度）：JR東日本」東日本旅客鉄道。2025年6月23日閲覧。
4. ↑  「BRT駅別乗車人員（2020年度）| 企業サイト：JR東日本」東日本旅客鉄道。2025年6月23日閲覧。
5. ↑  「BRT駅別乗車人員（2021年度）| 企業サイト：JR東日本」東日本旅客鉄道。2025年6月23日閲覧。
6. ↑  「BRT駅別乗車人員（2022年度）| 企業サイト：JR東日本」東日本旅客鉄道。2025年6月23日閲覧。